# Śniedek

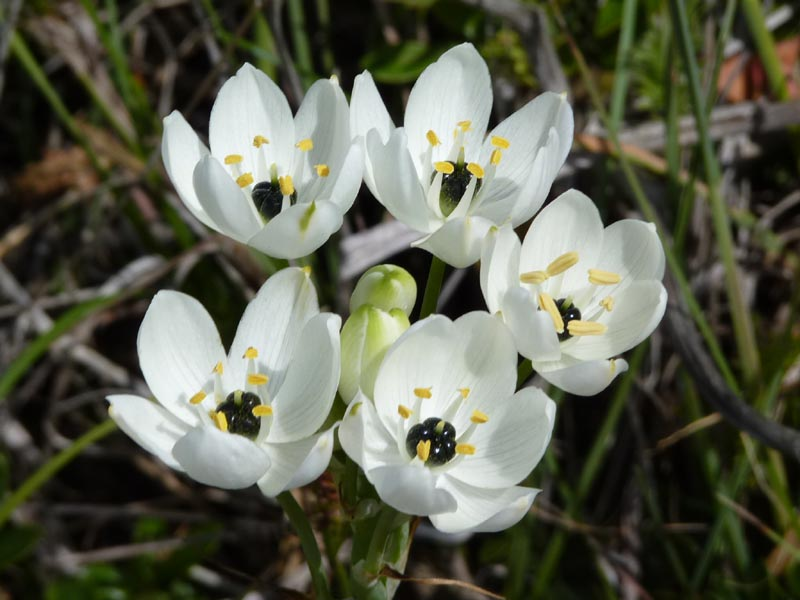
Śniedek arabski

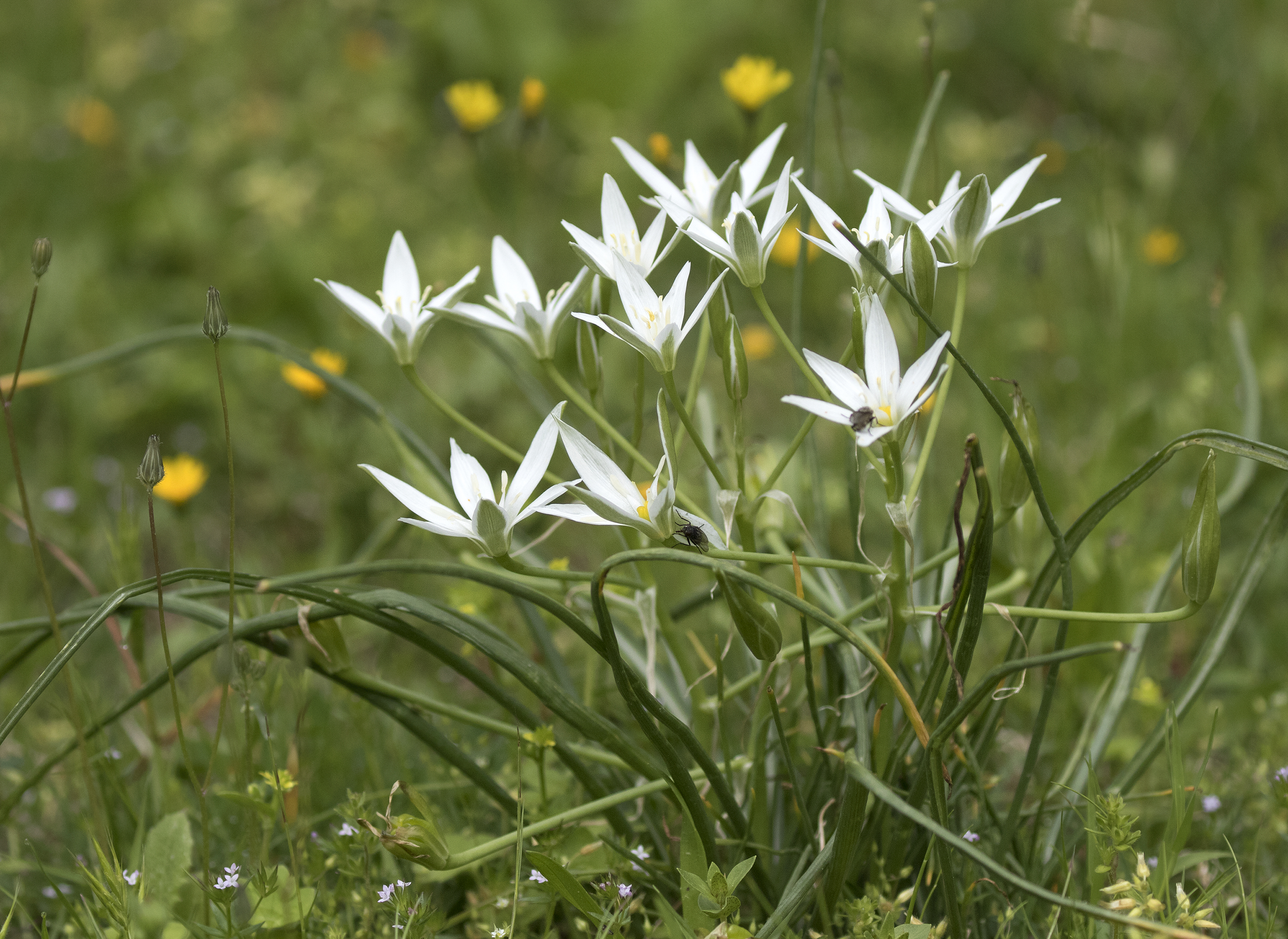
Śniedek baldaszkowaty

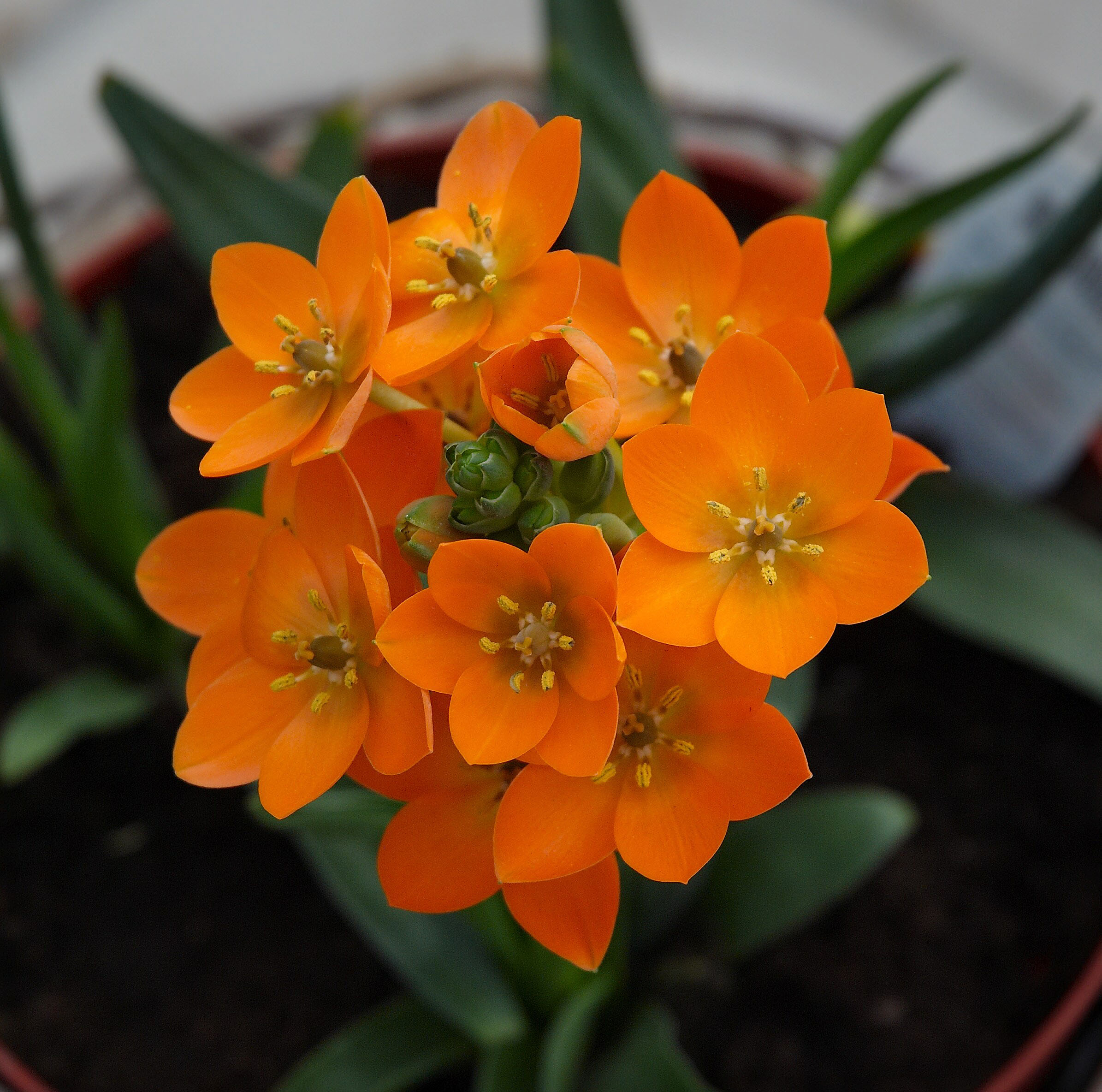
Śniedek wątpliwy

Śniedek (Ornithogalum L.) – rodzaj roślin z rodziny szparagowatych. Obejmuje ponad 200 gatunków roślin występujących głównie w basenie Morza Śródziemnego oraz w południowej Afryce, poza tym w Europie i zachodniej Azji.
W Polsce dwa gatunki rosną jako rodzime: śniedek baldaszkowaty O. umbellatum i śniedek cienkolistny O. collinum. Z introdukowanych zadomowiony jest już śniedek Buchego O. boucheanum, a do przejściowo dziczejących (efemerofitów) należą: śniedek górski O. montanum i pirenejski O. pyrenaicum.

## Morfologia

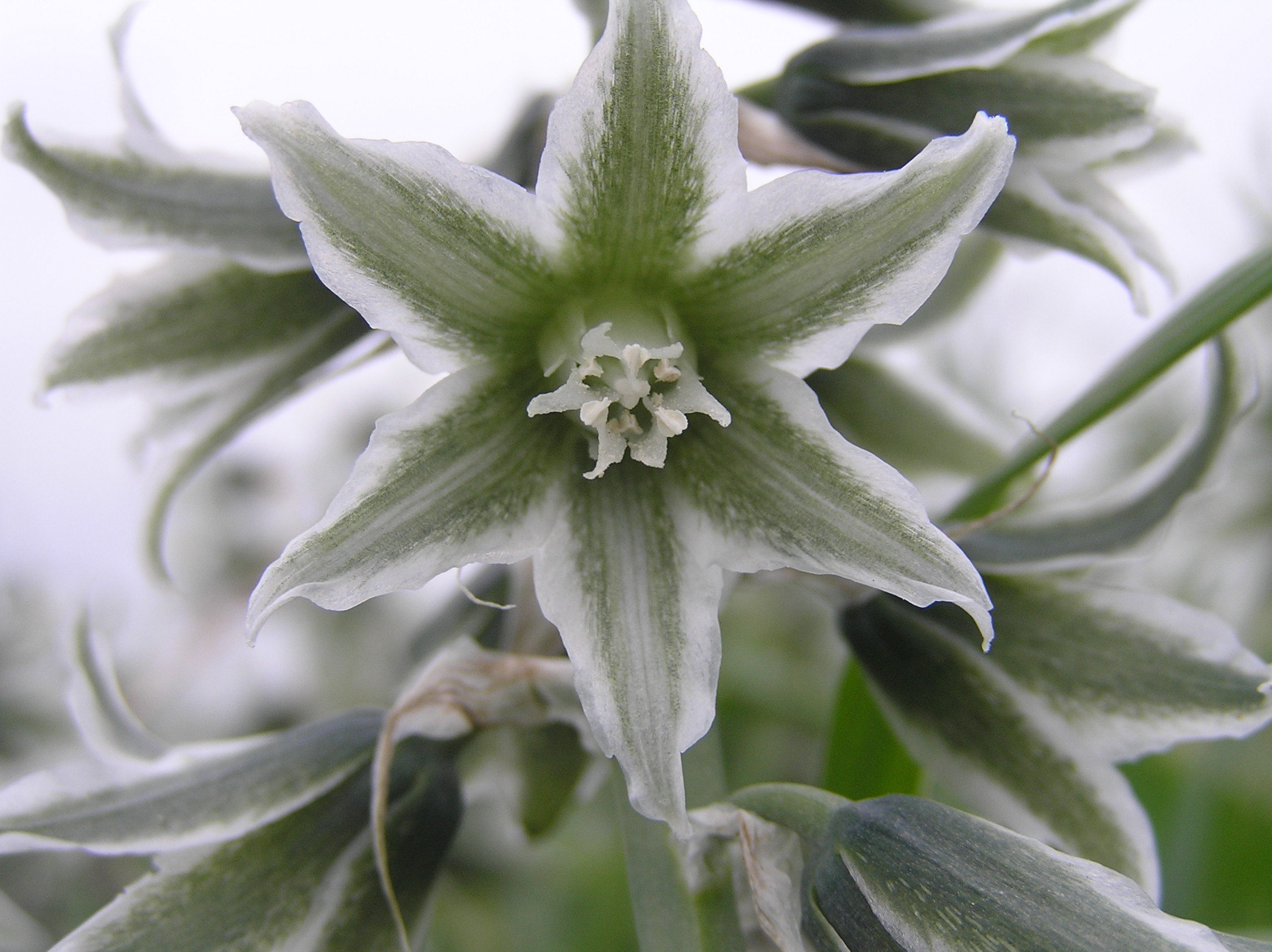
Kwiat śniedka Buchego

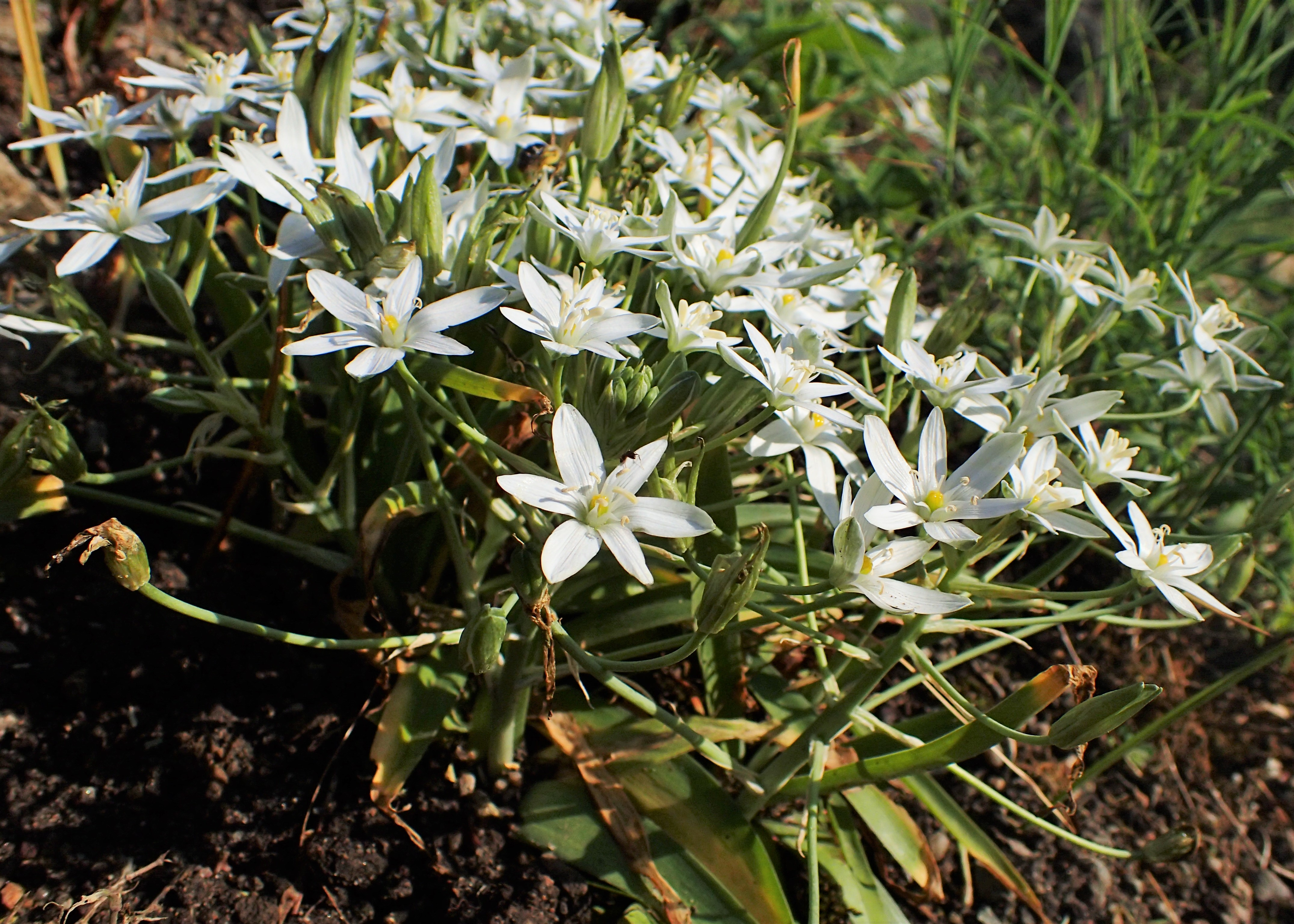
Śniedek górski

Bylina z organem przetrwalnikowym w postaci cebuli otulonej białą lub jasnobrązową tuniką. Liści jest tylko kilka, wyłącznie odziomkowe, o blaszce równowąskiej lub lancetowatej, na brzegach gładkiej lub owłosionej. Kwiatostan na szczycie głąbika złożony z 2 lub więcej kwiatów, z białawymi, błoniastymi przysadkami. Okwiat złożony z 6 listków, szeroko rozpostarty. Pręcików 6, słupek pojedynczy, górny, z 3 komorami, cylindryczny lub kulisty. Znamię całobrzegie lub trójdzielne. Owocem jest torebka zawierająca liczne kuliste lub owalne nasiona.

## Biologia
Rośliny zawierają w cebulach kardiotoksyczne kardenolidy.

## Systematyka

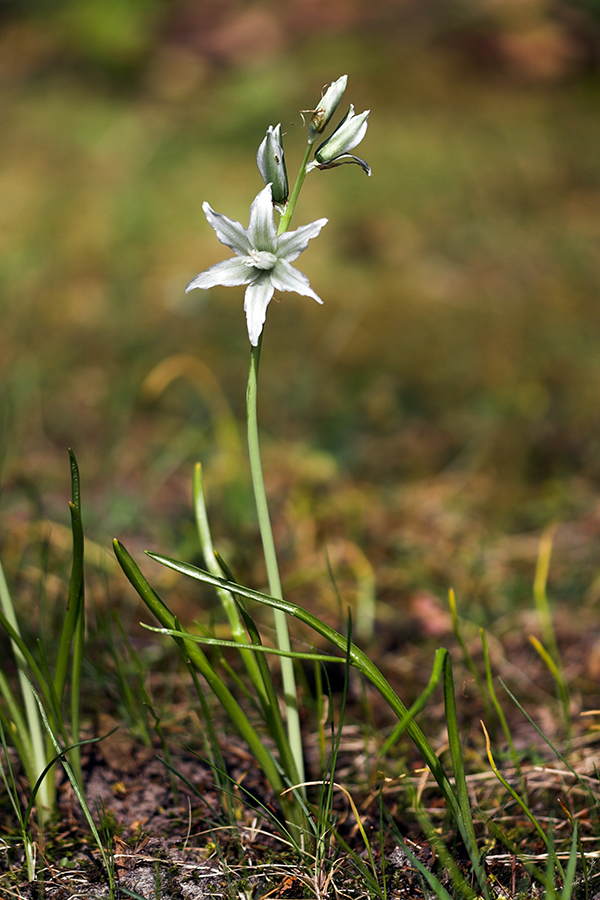
Śniedek zwisły

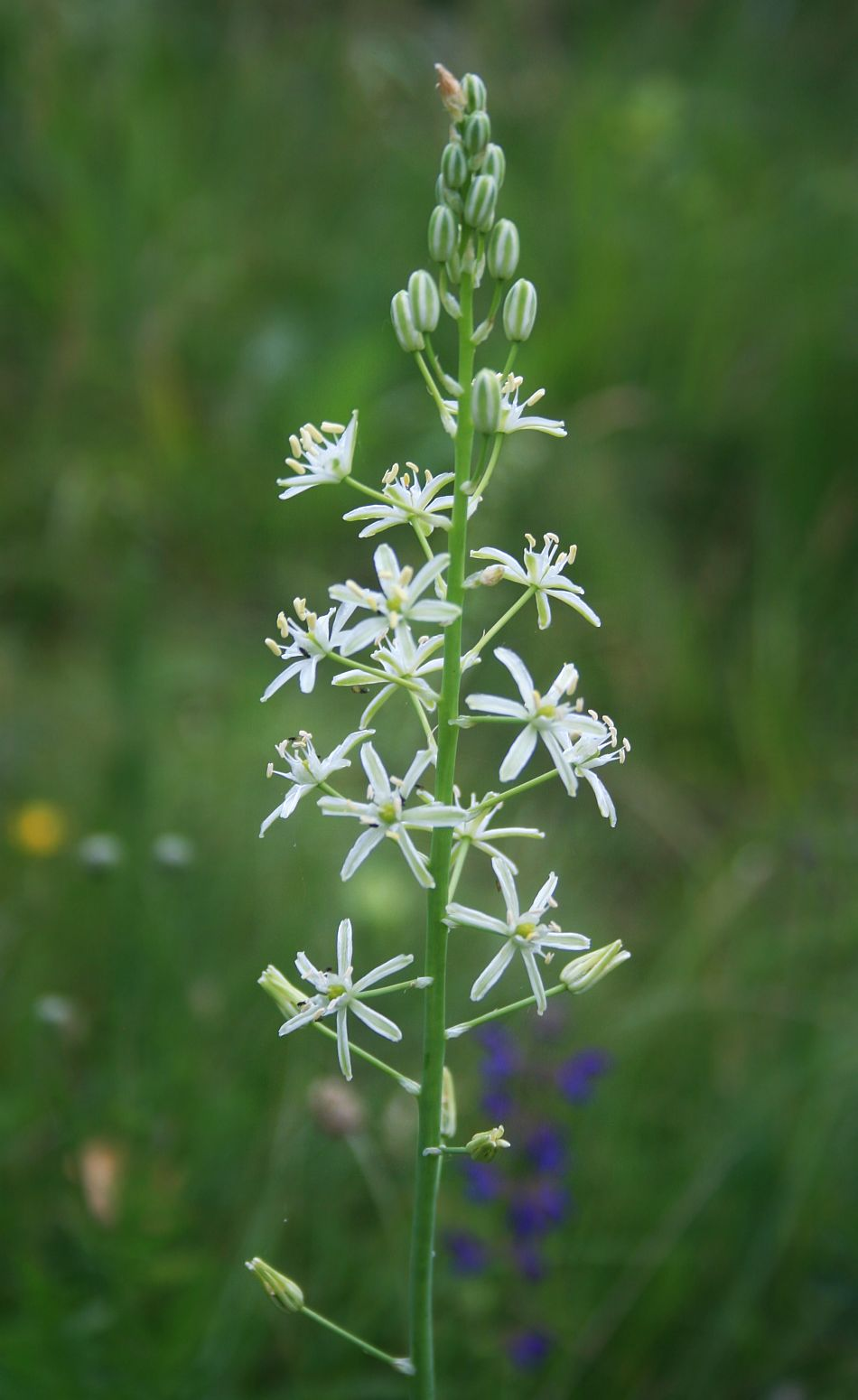
Śniedek pirenejski

Pozycja systematyczna rodzaju według APweb (aktualizowany system APG IV z 2016)
Rodzaj z podrodziny Scilloideae Burnett (plemię Hyacintheae podplemię Hyacinthinae) z rodziny szparagowatych w obrębie szparagowców. W poprzedniej wersji systemu (APG II z 2003) zaliczany wraz z obecną podrodziną Scilloideae do rodziny hiacyntowatych.
Wykaz gatunków
- Ornithogalum abyssinicum Fresen.
- Ornithogalum adanense Demirci & E.Kaya
- Ornithogalum adseptentrionesve rgentulum U.Müll.-Doblies & D.Müll.-Doblies
- Ornithogalum aetfatense U.Müll.-Doblies & D.Müll.-Doblies
- Ornithogalum alatepense Yild. & Kiliç
- Ornithogalum alatum Turrill
- Ornithogalum alpigenum Stapf
- Ornithogalum amblyocarpum Zahar.
- Ornithogalum amphibolum Zahar.
- Ornithogalum amplificatum (Speta) Aslan
- Ornithogalum anamurense Speta
- Ornithogalum anatolicum Zahar.
- Ornithogalum anguinum F.M.Leight. ex Oberm.
- Ornithogalum annae-ameliae U.Müll.-Doblies & D.Müll.-Doblies
- Ornithogalum apiculatum Zahar.
- Ornithogalum arabicum L. – śniedek arabski
- Ornithogalum arcuatum Steven – śniedek siatkowany
- Ornithogalum arianum Lipsky
- Ornithogalum armeniacum Baker
- Ornithogalum atticum Boiss. & Heldr.
- Ornithogalum baeticum Boiss.
- Ornithogalum balansae Boiss.
- Ornithogalum baurii Baker
- Ornithogalum benguellense Baker
- Ornithogalum beyazoglui Bagci, Savran & O.D.Dü?en
- Ornithogalum bicornutum F.M.Leight.
- Ornithogalum boissieri Bidarlord & F.Ghahrem.
- Ornithogalum boucheanum (Kunth) Asch. – śniedek Buchego
- Ornithogalum bourgaeanum Jord. & Fourr.
- Ornithogalum brevipedicellatum Boiss. ex Baker
- Ornithogalum britteniae F.M.Leight. ex Oberm.
- Ornithogalum broteroi M.Laínz
- Ornithogalum bungei Boiss.
- Ornithogalum campanulatum U.Müll.-Doblies & D.Müll.-Doblies
- Ornithogalum candicans (Baker) J.C.Manning & Goldblatt – galtonia biaława
- Ornithogalum capillaris J.M.Wood & M.S.Evans
- Ornithogalum cernuum Baker
- Ornithogalum chetikianum Uysal, Ertugrul & Dural
- Ornithogalum chionophilum Holmboe
- Ornithogalum ciliiferum U.Müll.-Doblies & D.Müll.-Doblies
- Ornithogalum collinum Guss. – śniedek cienkolistny
- Ornithogalum comosum L.
- Ornithogalum concinnum Salisb.
- Ornithogalum conicum Jacq.
- Ornithogalum constrictum F.M.Leight.
- Ornithogalum convallarioides H.Perrier
- Ornithogalum corsicum Jord. & Fourr.
- Ornithogalum corticatum Mart.-Azorín
- Ornithogalum craibii (Mart.-Azorín, M.B.Crespo, M.Pinter & Wetschnig) J.C.Manning
- Ornithogalum creticum Zahar.
- Ornithogalum cuspidatum Bertol.
- Ornithogalum dalmaticum Speta
- Ornithogalum decus-montium G.Will.
- Ornithogalum × degenianum Polg.
- Ornithogalum deltoideum Baker
- Ornithogalum demirizianum H.Malyer & Koyuncu
- Ornithogalum diphyllum Baker – śniedek dwulistny
- Ornithogalum divergens Boreau
- Ornithogalum dolichopharynx U.Müll.-Doblies & D.Müll.-Doblies
- Ornithogalum dregeanum Kunth
- Ornithogalum dubium Houtt. – śniedek wątpliwy
- Ornithogalum erichpaschei (Speta) Uysal & Ertugrul
- Ornithogalum esterhuyseniae Oberm.
- Ornithogalum euxinum Speta
- Ornithogalum exaratum Zahar.
- Ornithogalum exscapum Ten.
- Ornithogalum falcatum (G.J.Lewis) J.C.Manning & Goldblatt
- Ornithogalum filicaule J.C.Manning & Goldblatt
- Ornithogalum fimbriatum Willd. – śniedek strzępiasty
- Ornithogalum fimbrimarginatum F.M.Leight.
- Ornithogalum fischerianum Krasch.
- Ornithogalum fissurisedulum U.Müll.-Doblies & D.Müll.-Doblies
- Ornithogalum flexuosum (Thunb.) U.Müll.-Doblies & D.Müll.-Doblies
- Ornithogalum fuscescens Boiss. & Gaill.
- Ornithogalum gabrielianiae Agapova
- Ornithogalum gambosanum Baker
- Ornithogalum geniculatum Oberm.
- Ornithogalum gorenflotii (Moret) Speta
- Ornithogalum graciliflorum K.Koch
- Ornithogalum gracillimum R.E.Fr.
- Ornithogalum graecum Zahar.
- Ornithogalum graminifolium Thunb.
- Ornithogalum gregorianum U.Müll.-Doblies & D.Müll.-Doblies
- Ornithogalum × gugliae Widder
- Ornithogalum gulnariense Demir. & Uysal
- Ornithogalum gussonei Ten.
- Ornithogalum haalenbergense U.Müll.-Doblies & D.Müll.-Doblies
- Ornithogalum hajastanum Agapova
- Ornithogalum hallii Oberm.
- Ornithogalum hispidulum U.Müll.-Doblies & D.Müll.-Doblies
- Ornithogalum hispidum Hornem.
- Ornithogalum hyrcanum Grossh.
- Ornithogalum imereticum Sosn.
- Ornithogalum immaculatum Speta
- Ornithogalum improbum Speta
- Ornithogalum inclusum F.M.Leight.
- Ornithogalum insulare Kypr., E.Antal. & Tzanoud.
- Ornithogalum iranicum Zahar.
- Ornithogalum iraqense Feinbrun
- Ornithogalum isauricum O.D.Düsen & Sümbül
- Ornithogalum joschtiae Speta
- Ornithogalum juncifolium Jacq.
- Ornithogalum khuzestanicum Heidaryan, Hamdi & Assadi
- Ornithogalum kilicii Yild.
- Ornithogalum kuereanum Speta
- Ornithogalum kurdicum Bornm.
- Ornithogalum lanceolatum Labill.
- Ornithogalum leeupoortense U.Müll.-Doblies & D.Müll.-Doblies
- Ornithogalum libanoticum Boiss.
- Ornithogalum lithopsoides van Jaarsv.
- Ornithogalum longicollum U.Müll.-Doblies & D.Müll.-Doblies
- Ornithogalum luschanii Stapf
- Ornithogalum lychnite Speta
- Ornithogalum macrum Speta
- Ornithogalum maculatum Jacq.
- Ornithogalum magnum Krasch. & Schischk. – śniedek wielki
- Ornithogalum malatyanum Mutlu
- Ornithogalum mater-familias U.Müll.-Doblies & D.Müll.-Doblies
- Ornithogalum mekselinae Varol
- Ornithogalum monophyllum Baker
- Ornithogalum montanum Cirillo – śniedek górski
- Ornithogalum multifolium Baker
- Ornithogalum munzurense Speta
- Ornithogalum mysum Speta
- Ornithogalum nallihanense Yild. & Dogru-Koca
- Ornithogalum namaquanulum U.Müll.-Doblies & D.Müll.-Doblies
- Ornithogalum nanodes F.M.Leight.
- Ornithogalum narbonense L. – śniedek narboński
- Ornithogalum navaschinii Agapova
- Ornithogalum naviculum W.F.Barker ex Oberm.
- Ornithogalum naxense Strid
- Ornithogalum neopatersonia J.C.Manning & Goldblatt
- Ornithogalum neurostegium Boiss. & C.I.Blanche
- Ornithogalum nitidum Yild. & Kiliç
- Ornithogalum nivale Boiss.
- Ornithogalum niveum Aiton
- Ornithogalum nurdaniae Bagci & Savran
- Ornithogalum nutans L. – śniedek zwisły
- Ornithogalum ocellatum Speta
- Ornithogalum oligophyllum E.D.Clarke – śniedek skąpolistny
- Ornithogalum oreoides Zahar.
- Ornithogalum orthophyllum Ten. – śniedek prostolistny
- Ornithogalum ostrovicense F.K.Mey.
- Ornithogalum paludosum Baker
- Ornithogalum pamphylicum O.D.Düsen & Sümbül
- Ornithogalum pascheanum Speta
- Ornithogalum pedicellare Boiss. & Kotschy
- Ornithogalum pendens van Jaarsv.
- Ornithogalum perdurans A.P.Dold & S.A.Hammer
- Ornithogalum persicum Hausskn. ex Bornm. – śniedek perski
- Ornithogalum pilosum L.f.
- Ornithogalum plurifolium Yild. & Kiliç
- Ornithogalum pluttulum Speta
- Ornithogalum polyphyllum Jacq.
- Ornithogalum ponticum Zahar.
- Ornithogalum prasinantherum Zahar.
- Ornithogalum princeps (Baker) J.C.Manning & Goldblatt
- Ornithogalum pruinosum F.M.Leight.
- Ornithogalum puberulum Oberm.
- Ornithogalum pullatum F.M.Leight.
- Ornithogalum pumilum Zahar.
- Ornithogalum pycnanthum Wendelbo
- Ornithogalum pyramidale L. – śniedek stożkowaty
- Ornithogalum pyrenaicum L. – śniedek pirenejski
- Ornithogalum rausii (Speta) Danin
- Ornithogalum refractum Kit. ex Schltdl.
- Ornithogalum regale (Hilliard & B.L.Burtt) J.C.Manning & Goldblatt
- Ornithogalum reverchonii Lange ex Willk.
- Ornithogalum richtersveldensis van Jaarsv.
- Ornithogalum rogersii Baker
- Ornithogalum rosulatum (Mart.-Azorín, M.B.Crespo, A.P.Dold, M.Pinter & Wetschnig) J.C.Manning
- Ornithogalum rotatum U.Müll.-Doblies & D.Müll.-Doblies
- Ornithogalum rupestre L.f.
- Ornithogalum saginatum Speta
- Ornithogalum samariae Zahar.
- Ornithogalum sanandajense Maroofi
- Ornithogalum sancakense Yild. & Kiliç
- Ornithogalum sandrasicum Yild.
- Ornithogalum sardienii van Jaarsv.
- Ornithogalum saundersiae Baker
- Ornithogalum sephtonii Hilliard & B.L.Burtt
- Ornithogalum sessiliflorum Desf.
- Ornithogalum sigmoideum Freyn & Sint.
- Ornithogalum sintenisii Freyn
- Ornithogalum sorgerae Wittmann
- Ornithogalum spetae Wittmann
- Ornithogalum sphaerocarpum A.Kern. – śniedek kulistoowockowy
- Ornithogalum sphaerolobum Zahar.
- Ornithogalum subcoriaceum L.Bolus
- Ornithogalum sumbulianum O.D.Düsen & Deniz
- Ornithogalum synadelphicum U.Müll.-Doblies & D.Müll.-Doblies
- Ornithogalum tanquanum (Mart.-Azorín & M.B.Crespo) J.C.Manning & Goldblatt
- Ornithogalum tardum (Speta) Uysal & Ertugrul
- Ornithogalum televirnum Speta
- Ornithogalum thermophilum F.M.Leight.
- Ornithogalum thunbergii Kunth
- Ornithogalum thyrsoides Jacq. – śniedek wiechowaty
- Ornithogalum transcaucasicum Miscz. ex Grossh.
- Ornithogalum trichophyllum Boiss.
- Ornithogalum tropicale Baker
- Ornithogalum ulixis (Speta) Raus
- Ornithogalum uluense Speta
- Ornithogalum umbellatum L. – śniedek baldaszkowaty
- Ornithogalum umbratile Tornad. & Garbari
- Ornithogalum vasakii Speta
- Ornithogalum verae U.Müll.-Doblies & D.Müll.-Doblies
- Ornithogalum viridiflorum (I.Verd.) J.C.Manning & Goldblatt
- Ornithogalum visianicum Tomm.
- Ornithogalum vulgare Sailer
- Ornithogalum wiedemannii Boiss.
- Ornithogalum × wildtii Podp.
- Ornithogalum woronowii Krasch.
- Ornithogalum xanthochlorum Baker
- Ornithogalum yesilyurtense Yild. & Kiliç
- Ornithogalum yildirimlii Kiliç
- Ornithogalum zebrinellum U.Müll.-Doblies & D.Müll.-Doblies